# ×Elyleymus
× Elyleymus là một chi thực vật có hoa trong họ Hòa thảo (Poaceae).

## Loài
Chi × Elyleymus gồm các loài: